# Украинцы в Республике Татарстан
Украи́нцы в Татарстане (укр. Українці в Татарстані, тат. Татарстан украиннары) — одна из этнических общин на территории Республики Татарстан, которая исторически сформировалась как автохтонное население на территории Поволжья с конца XVIII—XIX вв..
По данным переписи населения 2020—2021 годов численность украинцев составляет 9 350 человек — это одна из крупнейших этнических групп Татарстана.

## История

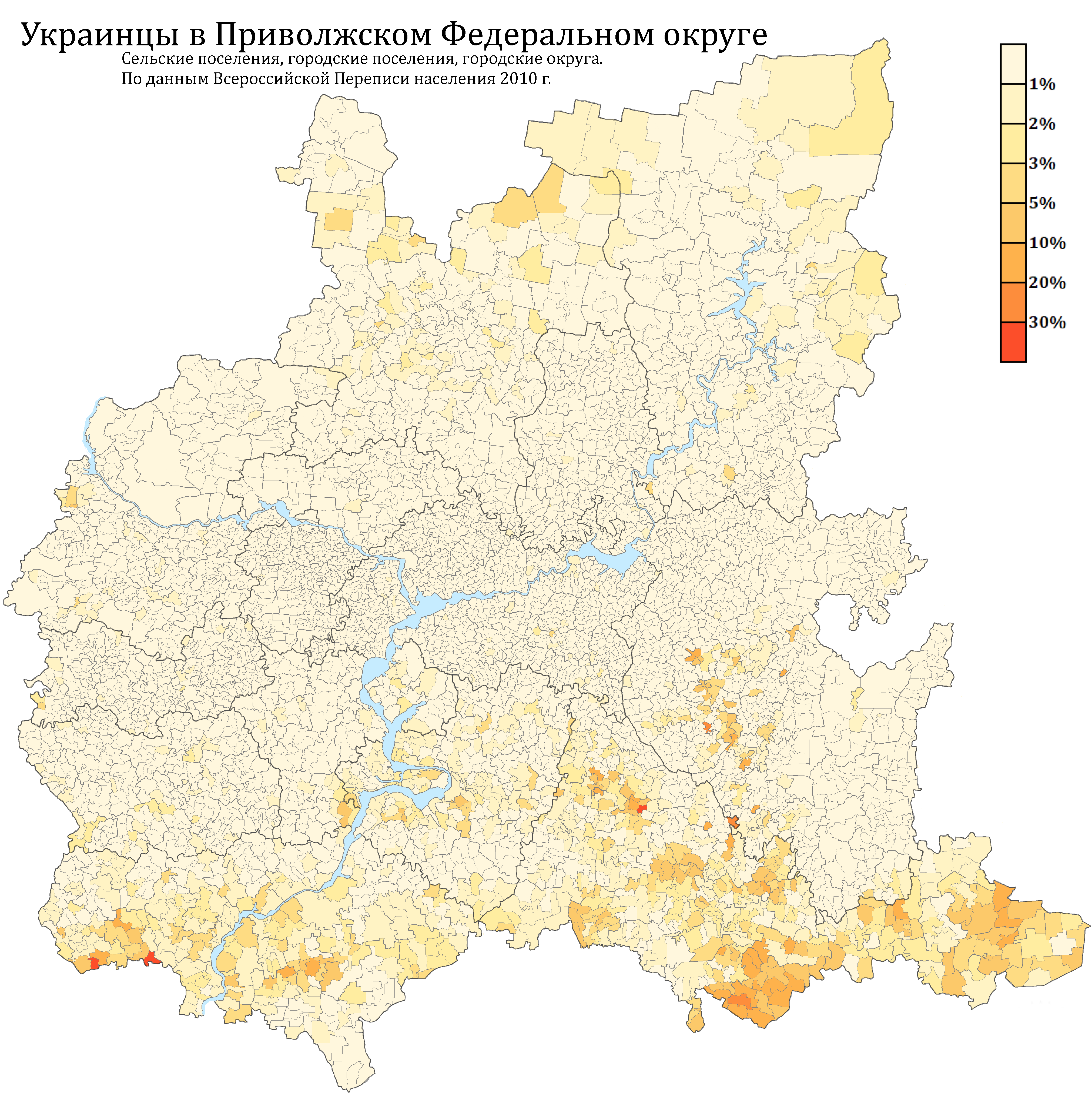
Расселение украинцев в регионах Поволжья, в том числе на территории Республики Татарстан

В регионе Поволжье, в том числе на территории современного Татарстана, сложился значительный украинский анклав, первоначально в результате сельских миграций конца XVIII—XIX вв., позднее в советскую эпоху во время крупного промышленного строительства в республике. Фактически украинская диаспора сформировалась преимущественно под влиянием индустриальных миграционных потоков, начиная с середины XX века.
Динамика численности украинцев Татарстана согласно данным переписей населения:
|          | 1926 чел. | 1939 чел. | 1959 чел. | 1979 чел. | 1989 чел. | 2002 чел. | 2010 чел. | 2021    |
| -------- | --------- | --------- | --------- | --------- | --------- | --------- | --------- | ------- |
| всего    | 2593779   | 2915277   | 2850417   | 3445412   | 3641742   | 3779265   | 3786488   | 4004809 |
| Украинцы | 3143      | 13087     | 16099     | 28577     | 32822     | 24016     | 18241     | 9350    |

Снижение численности украинцев в Татарстане объясняется процессами ассимиляции среди русского населения, высоким процентом национально-смешанных браков. Родным язык своей национальности считают менее половины украинцев, однако это не мешает им сохранять украинскую самоидентификацию. В последние годы наметилась некоторая активизация культурной жизни украинцев Татарстана, создаются национально-культурные организации.

## Украинские организации в Татарстане

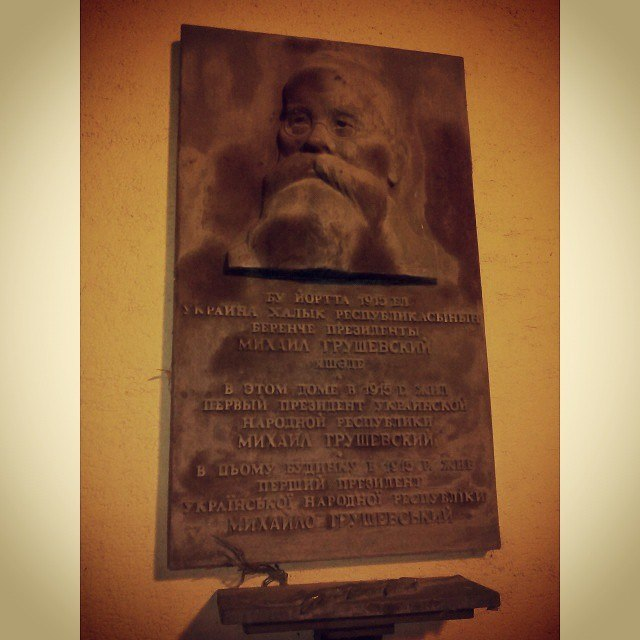
Мемориальная доска Михаила Грушевского в Казани. Украинский историк, общественный и политический деятель длительное время проживал в этом городе.

В Республике Татарстан официально зарегистрированы и действуют следующие украинские национально-культурные организации:
- РОО «Татарстанская объединённая региональная украинская национальна-культурная автономия». Председатель: Любченко Владимир Николаевич.
- МОО "Национально-культурная автономия "Украинское товарищество «Вербиченька», г. Нижнекамск. Руководитель: Савенко Евгений Викторович
- Нижнекамское объединение по изучению истории и культуры украинского народа «Лелеки» («Аисты»)
- Украинская диаспора Зеленодольска. Руководитель: Заруцкая Людмила Павловна
- Украинская диаспора г. Набережные Челны. Руководитель: Маньковский Василий Владимирович

В 1994 году, городское общественное объединение «Украина», позднее приобретшее статус автономии, образовалось и в Казани. Инициатором его создания стал профессор КГУ М. С. Матвейчук, а костяк объединения составили представители старшего поколения: А. Т. Щербань, Т. А. Корзун, В. И. Селюк, С. Ф. Протас, Н. П. Демченко, Л. М. Васюта и другие. Именно они, сохранившие в своей памяти национальные обычаи, обряды, песни и танцы, являются самыми активными участниками всех культурных программ и мероприятий украинской общины, передавая молодым своё умение изготавливать предметы народного промысла, играть на музыкальных инструментах, петь песни на родном языке. При участии объединения разыгрываются старинные вечерницы, молодёжные посиделки, проходящие в Рождественские дни, ставятся спектакли для детей на украинском языке, а в летние дни на берегах озёр в пригороде Казани отмечается праздник Ивана Купалы.
В общину приходят все, кто неравнодушен к украинской культуре, песне, национальной кухне. С теплом и радушием здесь встречают всех. Особый почёт оказывают ветеранам Великой Отечественной войны, инвалидам городского общества «Вера». Для них организуются концерты, накрываются праздничные столы и, что самое главное, создаётся тёплая атмосфера доброжелательности и добрососедства, когда все — и стар, и млад — чувствуют себя членами одной большой семьи.
В казанской многонациональной воскресной школе успешно действует украинское отделение, в котором образованы две группы — детская и взрослая. Здесь изучают фольклор, язык, культуру и историю Украины. Преподаватели отделения принимают участие в семинарах для учителей украинских общин, проводимых на исторической родине. В планах украинской диаспоры— создать в столице Татарстана украинский культурный центр и музей выдающихся земляков, живших и поныне живущих в этой многонациональной республике.
Разными дорогами попадали украинцы на землю Татарстана. Кто-то искал лучшей жизни, многие ехали строить город и заводы. С 1997 г. «Вербиченька» вошла в состав Ассамблея народов Татарстана, с 1998 г. — в состав Объединения украинцев России (ОУР) и Федеральной национально-культурной автономии (ФНКА) «Украинцы России» (в настоящее время ликвидированы). Товарищество ведёт активную работу по сохранению и развитию украинской культуры на земле Татарстана и России, поддерживает дружественные отношения с организациями Украины, диаспоры многих стран мира.
Ведётся большая архивная работа по розыску и увековечиванию памяти выдающихся украинцев, в разное время живших и работавших на земле Татарстана. По результатам находок в 2006 году установлена мемориальная доска выдающемуся историку, академику Михаилу Сергеевичу Грушевскому в Казани на ул. Кремлёвской 15/25 (бывшая ул. Воскресенская). В 2008 году установлена мемориальная доска выдающейся украинской певице Оксане Петрусенко на фасаде театра, в котором она пела в начале XX века в Казани (ныне театр им. К.Тинчурина). В 2009 году на здании гимназии № 3 Казани установили мемориальную композицию выдающемуся художнику-футуристу Давиду Давидовичу Бурлюку. Обществом положено начало проведению Открытого вокального конкурса им. О. Петрусенко в г. Нижнекамске.
Хоровой коллектив «Вербиченька», которым многие годы руководил Заслуженный работник культуры РТ Геннадий Илларионович Мещанинов, неоднократно принимал участие и был лауреатом фестивалей-конкурсов хоровых коллективов им. А. Кошица в Москве (2000, 2002, 2006 гг.). Выступал хор в Киеве, во Львове, на Черниговщине и Кировоградщине.
По инициативе «Вербиченьки» в Татарстане регулярно проводятся многочисленные литературно-музыкальные и исторические лекции-встречи, посвящённые выдающимся именам и датам украинской культуры, литературы, искусства, фестивали украинцев Татарстана и Поволжья. Такие мероприятия позволяют показать с высокой сцены в полном объёме уровень достижений украинцев российской диаспоры. К 200-летию Тараса Шевченко в 2013 и в 2014 годах были проведены Конкурсы на лучшее чтение поэтических произведений Кобзаря среди детей и юношества Поволжья. При обществе активно работает молодёжное крыло «Лелеки».